# (2833) Radishchev
(2833) Radishchev es un asteroide perteneciente al cinturón de asteroides, descubierto el 9 de agosto de 1978 por la astrónoma soviética Liudmila Chernyj y su esposo, también astrónomo, Nikolái Chernyj, desde el Observatorio Astrofísico de Crimea.

## Designación y nombre
Designado provisionalmente como  1978 PC4. Fue nombrado Radishchev en honor al poeta, escritor y jurista ruso Aleksandr Radíshchev.